# Viñedo de Bugey
El viñedo de Bugey es una subregión dentro de la más amplia región vinícola de Saboya, en Francia. En ocasiones se habla de la región «Jura-Bugey-Saboya». Esta zona de Bugey elabora vinos tintos y blancos con denominación de origen de calidad superior, AOVDQS. 

## Clima
Bugey conoce los veranos más cálidos de un clima semicontinental, apropiado para el cultivo de la vid. Los inviernos se dulcifican por las últimas influencias oceánicas que topan con las montañas vecinas.

## Historia
Los romanos, buenos agrónomos, no se equivocaban cuando encontraron en la región las primeras vides galas. En la Edad Media, los monjes desarrollaron enormemente el cultivo de la vid en los territorios de sus abadías. El viñedo ocupaba entonces una superficie considerable que conservó hasta el siglo XX. Probablemente fueron los monjes medievales quienes seleccionaron las vides locales.
En 1958, los vinos del Bugey obtuvieron la denominación de origen. El viñedo de Bugey comparte características climáticas y geológicas con las regiones vecinas.

## Variedades viníferas
Los vinos de Bugey y los vinos de la tierra (vin de pays de l'Ain) se elaboran con las siguientes variedades: 
- Chardonnay, uva blanca fina y de raza permite obtener de los vinos del Bugey efluvios afrutados y floridos.
- Pinot, uva tinta fina y construida. Es la materia prima del Cru Manicle.
- Gamay, uva tinta ligera con aromas afrutados.
- Altesse a veces llamado Roussette, uva blanca típica de Buget y Saboya, permite obtener un vino blanco espumoso (pétillant) dulce con aromas afrutados o de miel o un vino blanco muy afrutado.
- Molette uva blanca, típica de Bugey y de Saboya, permite obtener vinos blancos espumosos (pétillant) finos y frutales.
- Poulsard uva tinta, utilizada para la confección de "Cerdon" que da vinos pétillants rosados, de una gran fineza

## Los vinospétillants
Los vinos pétillants (chispeantes, un tipo de espumoso) se elaboran según el método tradicional. Es necesaria una toma de espuma en botellas a partir de vinos afrutados. Es obligatorio almacenar el vino nueve meses sobre listones. Va seguido de un trasiego sobre pupitre y a continuación de un dégorgeage. Blanco o rosado, el Bugey ofrece una paleta variada de vinos espumosos, incluidos el Cerdon, el Montagnieu y el Bugey Brut.

## Los vinos y la mesa
Los vinos del Bugey maridan bien con platos de la tierra, como ranas o cangrejos en guarnición, así como volatería y caza.
- Chardonnay: es un vino blanco que se bebe fresco a temperatura de bodega (10 a 12°). Acompaña bien muy los pescados, los crustáceos, y también la raclette y la fondue.
- Gamay: es un vino tinto que se sirve ligeramente fresco (17 a 19°). Marida con queso y embutido, así como carnes blancas.
- Pinot: con carne roja o caza.
- Bugey Brut: vino espumoso elaborado según un método tradicional. De aperitivo o de postre. Se sirve fresco (temperatura del refrigerador 4° a 5°).